# Edgar Beyn
Edgar Beyn (* 21. Januar 1894; † 18. November 1963) war ein deutscher Regattasegler.

## Werdegang
Edgar Beyn wurde bei den Olympischen Spielen 1928 in Amsterdam in der Regatta mit der 12-Fuß-Jolle Fünfter.
Ab 1934 nahm er mit Alfried Krupp von Bohlen und Halbach mit der Germania II an verschiedenen Regatten teil und sollte bei den Olympischen Sommerspielen 1936 antreten. Jedoch kam es nicht zu einer zweiten Olympiateilnahme von Beyn.
1939 wurde er zusammen mit Walter von Hütschler Weltmeister mit dem Star.
Beyn startete für den Norddeutschen Regatta Verein. Dieser trägt regelmäßig in Gedenken an ihn den Eddy-Beyn-Gedächtnispreis aus.